# Ergalatax
Ergalatax là một chi ốc biển, là động vật thân mềm chân bụng sống ở biển thuộc họ Muricidae, họ ốc gai.

## Các loài
Các loài thuộc chi Ergalatax bao gồm:
- Ergalatax contracta (Reeve, 1846)[2]
- Ergalatax crassulnata (Hedley, 1915)[3]
- Ergalatax dattilioi Houart, 1998[4]
- Ergalatax heptagonalis (Reeve, 1846)[5]
- Ergalatax junionae Houart, 2008[6]
- Ergalatax margariticola (Broderip, in Broderip & Sowerby, 1833)[7]
- Ergalatax martensi (Schepman, 1892)[8]
- Ergalatax pauper (Watson, 1883)[9]
- Ergalatax tokugawai Kuroda & Habe, 1971[10]
- Ergalatax zebra Houart, 1995[11]

## Hình ảnh

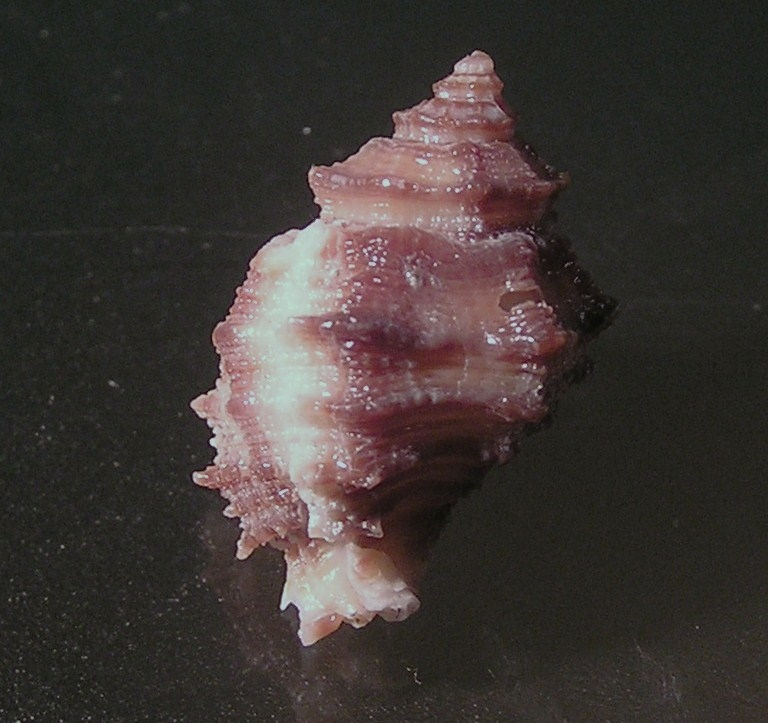